# Aleksej Paramonov
Aleksej Aleksandrovič Paramonov (in russo Алексей Александрович Парамонов?; Borovsk, 21 febbraio 1925 – Mosca, 24 agosto 2018) è stato un calciatore sovietico, dal 1991 russo, di ruolo centrocampista.